# Ostrów Wielkopolski (gmina wiejska)
Ostrów Wielkopolski – gmina wiejska w województwie wielkopolskim, w powiecie ostrowskim, z siedzibą w Ostrowie Wielkopolskim.
Według danych z 1 stycznia 2024 roku gmina liczyła 19 389 mieszkańców.

## Położenie
Według danych z 1 stycznia 2024 roku powierzchnia gminy Ostrów Wielkopolski wynosiła 207,83 km².
Gmina położona w południowej Wielkopolsce, w dwóch rozdzielnych częściach.
Sąsiednie gminy: Ostrów Wielkopolski, Sulmierzyce, Gołuchów, Krotoszyn, Nowe Skalmierzyce, Odolanów, Pleszew, Przygodzice, Raszków, Sieroszewice.

## Historia
Na terenie gminy znajdują się dwie miejscowości, które od XV do XVII wieku były miastami – Sobótka (Wielka Sobótka) i Kwiatków.
Gminę Ostrów Wielkopolski utworzono 1 stycznia 1973 roku z pięciu ówczesnych gromad: Biniew, Daniszyn, Gorzyce Wielkie, Lewków i Nowe Kamienice.

## Środowisko naturalne

### Lasy
W 2017 roku powierzchnia lasów na terenie gminy wynosiła 5599 ha, co stanowi lesistość na poziomie 26,9%.

### Wody
- Kuroch
- Niedźwiada
- Ołobok
- Rów Orpiszewski
- Zgniła Barycz

### Obszary chronione
- rezerwat Dąbrowa koło Biadek Krotoszyńskich
- obszar chronionego krajobrazu Dąbrowy Krotoszyńskie i Baszków Rochy

### Piramida wieku

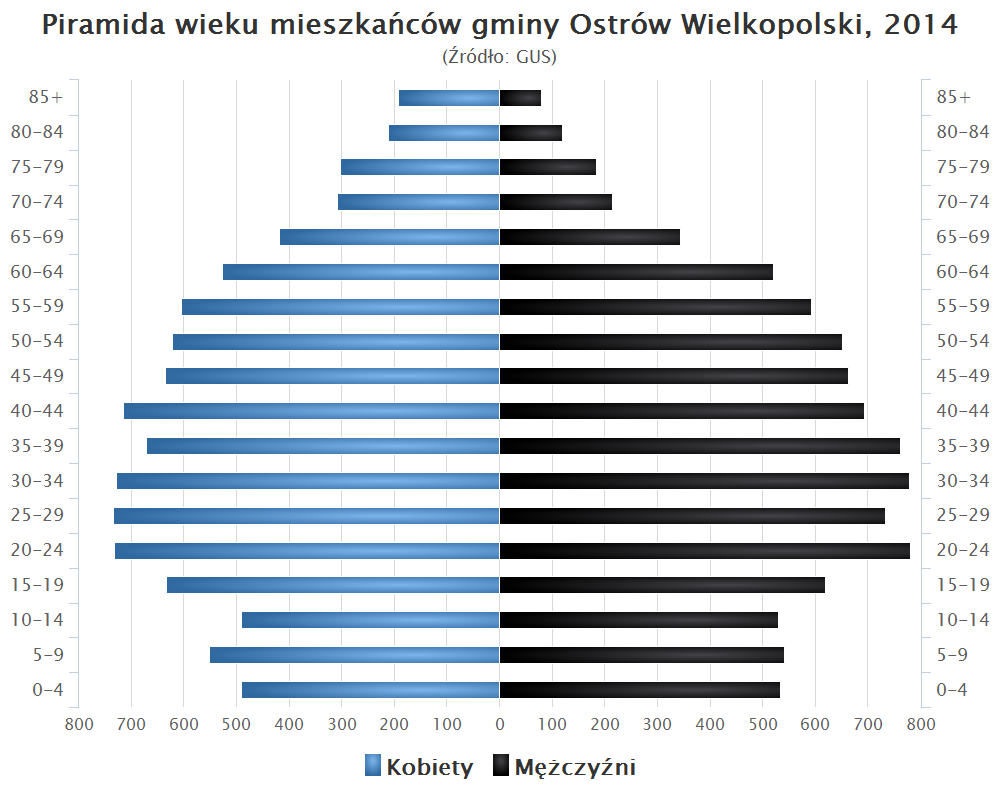
Piramida wieku mieszkańców gminy Ostrów Wielkopolski w 2014 roku

## Zabytki
| Miejscowość     | Nazwa                                       | Wybudowany    | Zdjęcie | Wpis do rejestru zabytków   |
| --------------- | ------------------------------------------- | ------------- | ------- | --------------------------- |
| Bagatela        | Pałac myśliwski                             | XVIII/XIX w.  |         | 1450/A z 8.06.1973          |
| Bagatela        | Park                                        | 1 poł. XIX w. |         | 74/Wlkp/A z 11.01.2002      |
| Czekanów        | Dwór                                        | XIX/XX w.     |         | 720/A z 14.12.1995          |
| Gorzyce Wielkie | Kościół pw. Najświętszego Serca Pana Jezusa | 1937–1949     |         | brak                        |
| Górzno          | Kościół pw. św. Mateusza                    | 1755          |         | kl.IV-73/56/54 z 19.05.1954 |
| Górzno          | Zespół pałacowy: pałac, park                | XIX/XX w.     |         | 339/A z 29.10.1968          |
| Gutów           | Zespół dworski: dwór, park                  | XIX w.        |         | 506/A z 5.03.1990           |
| Kwiatków        | Kaplica Najświętszego Serca Pana Jezusa     | XIX w.        |         | brak                        |
| Lewków          | Zespół pałacowy                             | 1788–1791     |         | I-4/4/51 z 20.07.1951       |
| Lewków          | Dawna ochronka                              | 2 poł. XIX w. |         | 637/A z 31.12.1991          |
| Radziwiłłów     | Zespół dworski: dwór, park                  | XIX w.        |         | 766/Wlkp/A z 2.10.2009      |
| Sobótka         | Kościół pw. NNMP i św. Józefa               | XIII w.       |         | kl-IV-73/64/53 z 30.10.1953 |
| Sobótka         | Drewniana dzwonnica                         | 1797          |         | 134/A z 16.07.1968          |
| Sobótka         | Zespół pałacowy: pałac, park                | XIX w.        |         | 1411/A z 1.03.1973          |
| Szczury         | Kościół pw. Michała Archanioła              | 1762          |         | 522/A z 31.12.1990          |
| Szczury         | Drewniana dzwonnica                         | XVIII w.      |         | 522/A z 31.12.1990          |
| Topola Mała     | Spichrz dworski                             | pocz. XIX w.  |         | 914/A z 20.02.1970          |
| Wysocko Małe    | Dwór                                        | 1 poł. XIX w. |         | 1594/A z 9.09.1974          |
| Wysocko Wielkie | Kościół pw. Podwyższenia Krzyża             | XVI w.        |         | 521 z 31.21.1990            |
| Wysocko Wielkie | Plebania                                    | 1 poł. XIX w. |         | 915/A z 20.02.1970          |
| Wysocko Wielkie | Dwór                                        | XIX w.        |         | 723/A z 27.12.1995          |

## Demografia

### Ludność
| Liczba mieszkańców gminy Ostrów Wielkopolski według danych GUS | Liczba mieszkańców gminy Ostrów Wielkopolski według danych GUS | Liczba mieszkańców gminy Ostrów Wielkopolski według danych GUS | Liczba mieszkańców gminy Ostrów Wielkopolski według danych GUS | Liczba mieszkańców gminy Ostrów Wielkopolski według danych GUS |
| Rok (stan na 1 stycznia)                                       | Liczba ludności                                                | Przyrost                                                       | Gęst. zaludnienia [os./km²]                                    | Powierzchnia [km²]                                             |
| -------------------------------------------------------------- | -------------------------------------------------------------- | -------------------------------------------------------------- | -------------------------------------------------------------- | -------------------------------------------------------------- |
| 2012                                                           | 18 629                                                         | –                                                              | 90                                                             | 207,86                                                         |
| 2013                                                           | 18 732                                                         | 103                                                            | 90                                                             | 207,86                                                         |
| 2014                                                           | 18 782                                                         | 50                                                             | 90                                                             | 207,86                                                         |
| 2015                                                           | 18 909                                                         | 127                                                            | 91                                                             | 207,86                                                         |
| 2016                                                           | 18 999                                                         | 90                                                             | 91                                                             | 207,86                                                         |
| 2017                                                           | 19 052                                                         | 53                                                             | 92                                                             | 207,86                                                         |
| 2018                                                           | 19 113                                                         | 61                                                             | 92                                                             | 207,86                                                         |
| 2019                                                           | 19 097                                                         | 16                                                             | 92                                                             | 207,86                                                         |
| 2020                                                           | 19 147                                                         | 50                                                             | 92                                                             | 207,86                                                         |
| 2024                                                           | 19 389                                                         | 242                                                            | 93                                                             | 207,83                                                         |

## Gospodarka
Gmina Ostrów Wielkopolski ma charakter rolniczo–przemysłowy (ok. 68% powierzchni gminy to użytki rolne). W 2019 roku na terenie gminy w rejestrze REGON zarejestrowanych było 1971 podmiotów gospodarczych.

## Transport

### Transport drogowy

#### Drogi krajowe
- 11 Kołobrzeg – Koszalin – Piła – Poznań – Ostrów Wielkopolski – Kępno – Lubliniec – Bytom
- 25 Bobolice – Bydgoszcz – Konin – Kalisz – Nowe Skalmierzyce – Ostrów Wielkopolski – Oleśnica
- 36 Ostrów Wielkopolski – Krotoszyn – Rawicz – Prochowice

#### Droga wojewódzka
- 445 Ostrów Wielkopolski – Odolanów

### Transport kolejowy
- 14 Łódź Kaliska ↔ Kalisz ↔ Czekanów ↔ Ostrów Wielkopolski ↔ Tuplice
- 272 Kluczbork ↔ Poznań
- 355 Ostrów Wielkopolski ↔ Grabowno
- 811 Stary Staw ↔ Franklinów

### Transport lotniczy
- Lotnisko Aeroklubu Ostrowskiego w Michałkowie

## Miejscowości

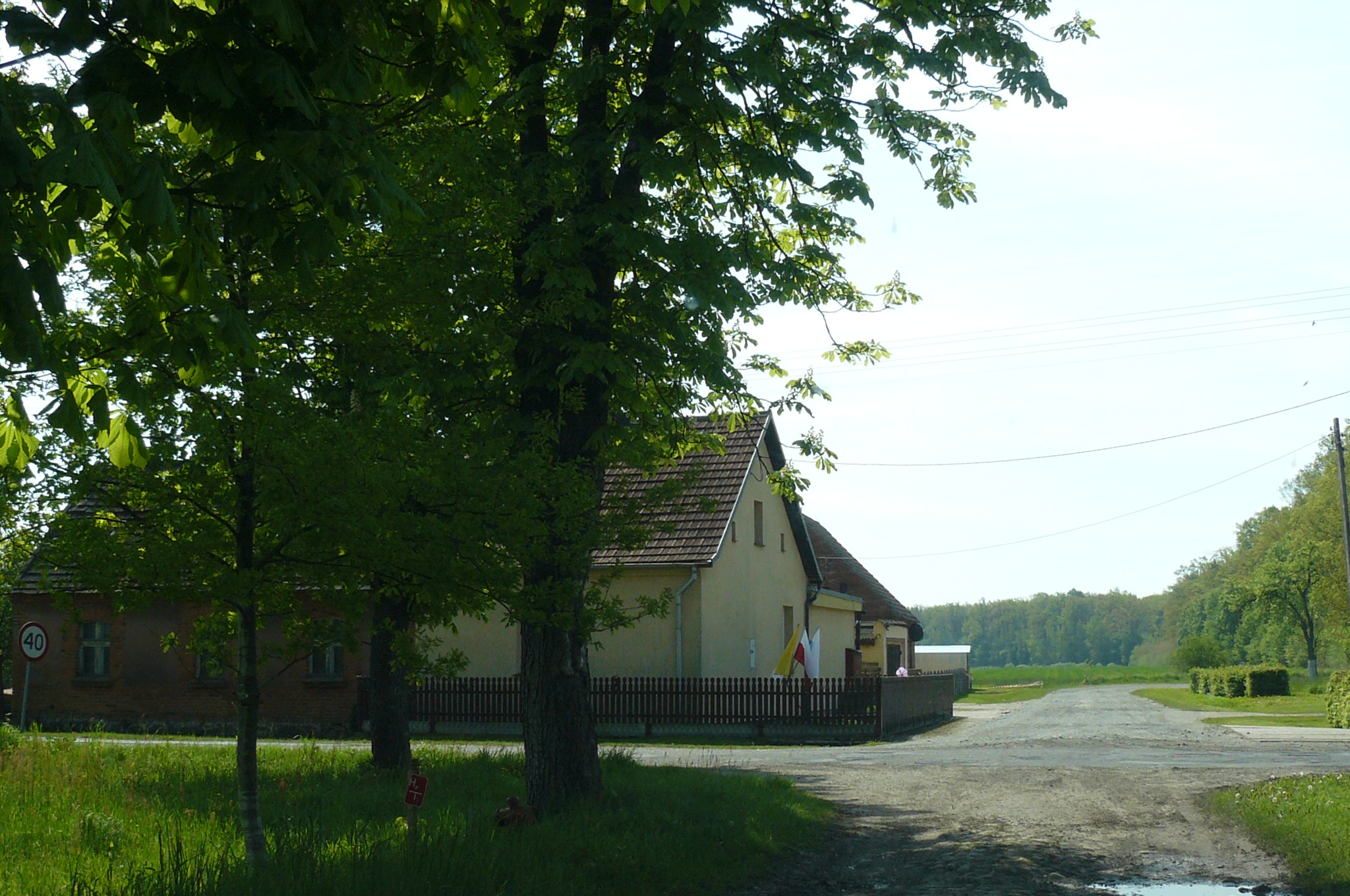
Chruszczyny

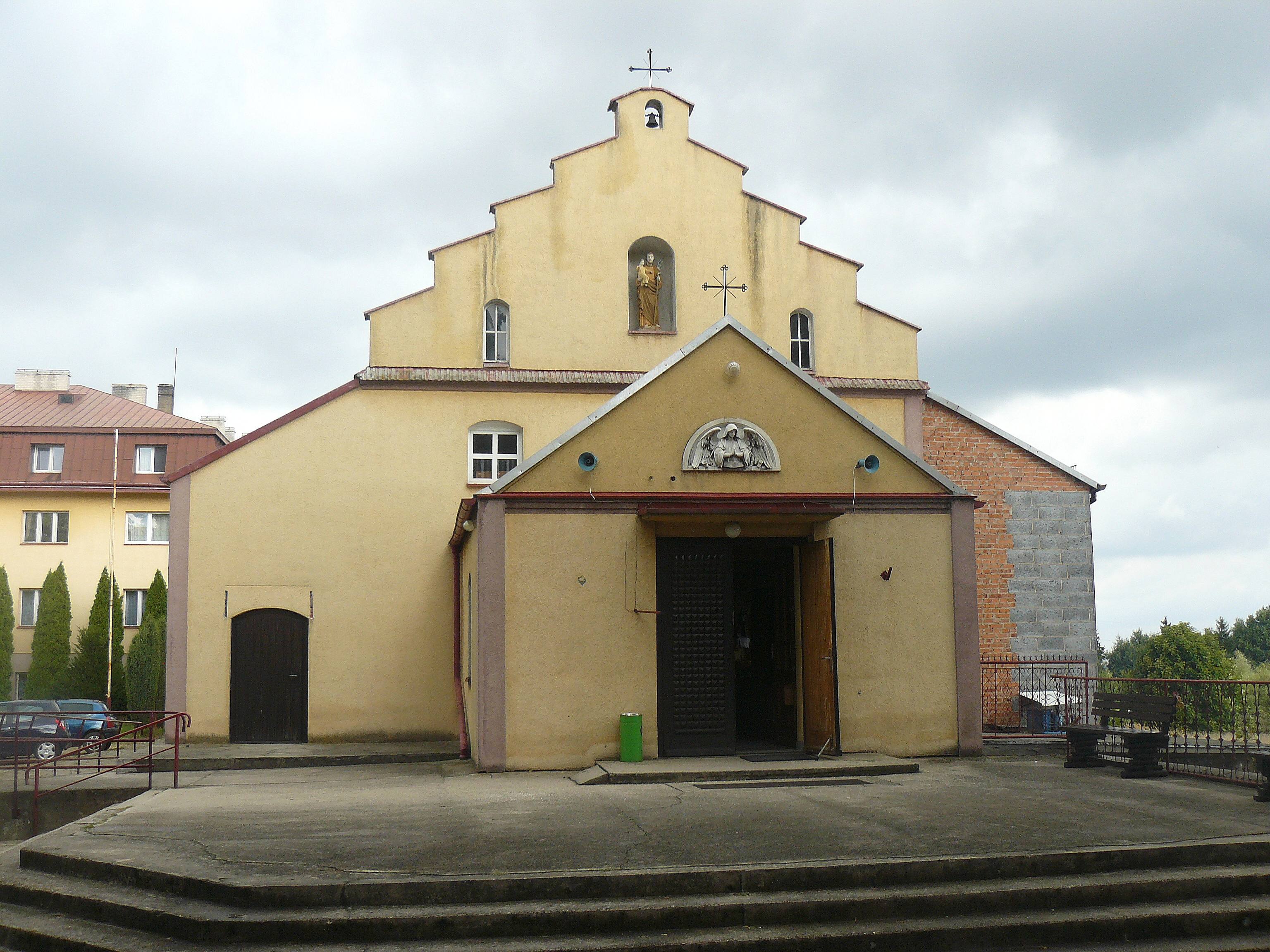
Sadowie

Miejscowości wg TERYT:
| - Będzieszyn - Biniew - Borowiec - Cegły - Chruszczyny - Czekanów - Daniszyn - Franklinów - Gorzyce Wielkie - Górzenko - Górzno - Gutów - Karski - Kołątajew - Kwiatków - Lamki - Lewkowiec - Lewków - Lewków-Osiedle - Łąkociny - Mazury - Michałków - Młynów - Nowe Kamienice - Radziwiłłów - Sadowie - Słaborowice - Smardowskie Olendry - Sobótka - Szczury - Świeligów - Topola Mała - Wtórek - Wysocko Wielkie - Zacharzew | - Baby (część wsi Czekanów) - Kawetczyzna (część wsi Gutów) - Palczew (część wsi Chruszczyny) - Biłgoraje - Daniszyn - Gręblów - Jamy - Onęber - Stary Staw - Trąba - Warszty - Zalesie | - Bagatela - Borowina - Fabryka - Kamionka - Kąkolewo - Rejtanów - Sobczyna |